# Botos Éva
Botos Éva (Hajdúböszörmény, 1974. június 1. –) magyar színész, énekesnő, rendező.

## Élete
1988–1992 között a debreceni Ady Endre Gimnázium dráma tagozatának tanulója volt. 1994-1998 között végezte el a Színház- és Filmművészeti Főiskola színész szakát Benedek Miklós osztályában.
1992-től volt az Arany János Színház stúdiósa, 1994-től pedig tagja. 2010-ig az Új Színház tagja, majd szabadúszó volt. Ebben az időben kezdte el szervezni és létrehozni az Edith és Marlene című, Pataki Éva által írt produkciót, melyhez közreműködőként Mészáros Márta rendezőt, Nagy-Kálózy Esztert és a MaNNa produkciót kérte fel. Eközben lett 2013 óta – Puskás Tamás felkérésére – a Centrál Színház művésze. Első önálló rendezését 2014. december 13-án mutatták be, melyben Szirtes Balázs Kis herceg mese-monológot ad elő. 2016-tól szabadúszó.
2006-ban Horgas Ádámmal alapította meg a ShakuEcho együttest. Zenéjük filmek főcím- és betétdalaként is hallható, első lemezük címadó dala, az Egy Világ, majd a Játék videó klipje is szerepelt az MTV slágerlistáján.
Tagja a Színházi Dolgozók Szakszervezetének.
Férje Horgas Ádám, fiuk Marci (2010).

## Színházi szerepei
A Színházi adattárban regisztrált bemutatóinak száma: 72.
| - Illyés-Litvai: Szélkötő Kalamona... Matild - Dürrenmatt: Pör a szamár árnyékáért... - Genet: A balkon... Úrileány - Marivaux: Próbatétel... Angelique - Dürrenmatt: A vak... Kurva - Witkiewicz: Hőbörgő János Mátyás Károly... Lektorovics Vanda - Enquist: Tribádok éjszakája... Siri - Szép Ernő: Lila ákác... Tóth Manci - Molnár Ferenc: Az üvegcipő... Keczeli Ilona - Ibsen: Nóra... Nóra - Csokonai Vitéz Mihály: Az özvegy Karnyóné s a két szeleburdiak... Boris - Stoppard: Árkádia... Thomasina - Hrabal: Gyöngéd barbárok... Cigánylány - William Shakespeare: Szentivánéji álom... Hermia - Cervantes: A szerelemféltő aggastyán... - Cervantes: A csodabarlang... Cristina - Csehov: Cseresznyéskert... Várja - Goethe: Stella... Lucie - William Shakespeare: Othello... Desdemona - Carlo Goldoni: A szégyentelenek... Lucetta - Csiky Gergely: Ingyenélők... Borcsa - Jarry: Übü király... Bugrislav királyfi - Szomory Dezső: Hermelin... Tördes Sári - Gorkij: Éjjeli menedékhely... Natasa - Tóth Ede: A falunk rossza... Feledi Boris - Hoffnmann: A csoda alkonya avagy egy tündökletes torzszülött kalandos élete három felvonásban... Candida - Bulgakov: Álszentek összeesküvése... Armande Béjárt Molière - Zöldi Gergely: VarŽjak(?)... - Márai-Kőváry: Válás Budán... Hertha - Zalán Tibor: Angyalok a tetőn... Hófehérke | - Molière: Úrhatnám polgár... Luci - Koltés: Roberto Zucco... Roberto Zucco nővére - Frayn: Még egyszer hátulról... Rendezőasszisztens - Szép Ernő: Vőlegény... Mariska - Tamási Áron: Vitéz lélek... Boróka - Péterfy Gergely: A vadászgörény... Kati - Gozzi: Turandot... Adelma - Sachs: A férj a gyóntatószékben... Az énekes; Tercsi - Sachs: A lovag meg az ibolya... Az énekes; Fémia - Sachs: A kalmár kosara... Az énekes; A szakácsnő - Sachs: A ravasz kikapós menyecske... Az énekes - Weiss: Jean Paul Marat üldöztetése és meggyilkolása, ahogy a charentoni elmegyógyintézet színjátszói előadják De Sade úr betanításában... Brácsa - Molière: A fösvény... Élise - Csokonai Vitéz Mihály: A méla Tempefői vagy az is bolond, aki poétává lesz Magyarországban... Éva - Plautus: A hetvenkedő katona... Milphidippa - Parti-Nagy: Tisztújítás... Nelly - Galcerán: A Grönholm-módszer... Mercé - Rudolf-Búss-Hársing: Keleti Pu... - Crimp: a.N.N.a (Attempts On Her Life)... - Mikszáth-Makk: Királyi kaland... Gergely Anna - Hunyady Sándor: Júliusi éjszaka... A menyasszony - Machiavelli: Clizia, a titokzatos szépség... Barbera - Vitrac: Viktor, avagy a gyermekuralom... Eszter - Carlo Goldoni: Nyári kalandok... Brigida - Molière: Scapin furfangjai... Zerbinette - Molière: Tudós nők... Armanda - Kleist: Egy lócsiszár virágvasárnapja... Lisbeth - Nádai Péter: Magányos cédrus... Nagy Márta - Henry Lewis, Jonathan Sayer, Henry Shields: Ma este megbukunk |

## Filmszerepei
- Miénk a kép (1996)
- Érzékek iskolája - menyasszony (1996)
- Egy ház emlékei - Hetedíziglen (alternatív cím: A ház emlékei) - Mókica (2002)
- Szezon -a feleség[11] (2004)
- Zsiguli - rendőrnő (2004)
- 9 és ½ randi - Randiguru[12] (2008)
- Presszó (2008)
- Intim fejlövés - Hajni (2008)
- Bunkerember - Anna (2009)
- MAB - Tolnay Anna (2010)
- Marika nem cica - Andrea (kisjátékfilm, 2013)
- Open Grave(wd) - Anya (amerikai horror, misztikus-thriller, 2013)
- Társas játék - terapeuta (tévésorozat, epizód, 2013)
- Aranyélet - Szegedi Éva (tévésorozat, 3 epizód, 2018)
- Mintaapák (sorozat, főszerep, 2019-2021)
- Valami Amerika (sorozat, 1 epizód, 2023)

## Szinkronszerepei
- A kristálytükör meghasadt: Ella Zielinsky - Geraldine Chaplin
- A makrancos hölgy: Bianca - Natasha Pyne
- Arc: Sara - Bibi Andersson
- Attila, Isten ostora: Galen - Pauline Lynch
- Az igazság bajnokai: Rhea McPherson - Stacy Haiduk
- Az utolsó vakáció: Rochelle - Jane Adams
- Birtokviszony: Tina - Angela Vint
- Bűvölet: Laura Gellini - Antonia Liskova
- Fekete Dália: Kay Lake - Scarlett Johansson
- Gorillabácsi: Claire Fletcher igazgatónő - Lauren Graham
- Háborgó mélység: Janice Higgins - Jacqueline McKenzie
- Kísértés két szólamban: Rosa Lopez - Lourdes Benedicto
- Terminátor – A halálosztó: Ginger Ventura - Bess Motta
- Traffic: Ana Sanchez - Marisol Padilla Sánchez
- Brokeback Mountain – Túl a barátságon: Cassie - Linda Cardellini

## Lemezei
- Háromszor hét magyar népmese (Illyés Gyula válogatás hangoskönyv, közreműködő; 2007)[13]

### A ShakuEchoval
- Egy világ (2007)

### Horgas Eszterrel
- Szeretni bolondulásig (2011)

## Díjai
- Paulay Ede-díj (2000)
- Soós Imre-díj (2003)
- Havasi István-díj (2005)[14]
- A Centrál Színház közönségdíjasa (Kovács Krisztiánnal, 2014)[15]